# 아담 베리마르크 비베리
아담 베리마르크 비베리(스웨덴어: Adam Bergmark Wiberg, 1997년 5월 7일 )는 스웨덴의 축구 선수이다.

## 참고 문헌
- “KFA 통합경기정보 시스템”. 대한축구협회.
- “K리그 데이터 포털”. 한국프로축구연맹.
- “아담 베리마르크 비베리”. 《충남 아산 FC》. 충남아산프로축구단.